# Fair Isle
Fair Isle is een eiland in het noorden van Schotland ongeveer halverwege de Orkneyeilanden en Shetlandeilanden. Het is bekend door een vogelobservatiepost en een traditionele manier van breien, het Fair Isle breien.

## Geografie
Fair Isle is het meest afgelegen bewoonde eiland van het Verenigd Koninkrijk. Het is bestuurlijk een deel van Shetland en is ongeveer 38 km verwijderd van Sumburgh op de zuidpunt van Shetland. North Ronaldsay op de Orkneys ligt een 43 km naar het zuidwesten.

Het eiland is 4,8 km lang en 2,4 km breed en heeft een oppervlakte van 7,8 km². De meesten van de ongeveer 60 inwoners wonen op de zuidelijke helft en houden zich voornamelijk bezig met schapenteelt en verwante activiteiten. Het noordelijk deel van het boomloze eiland bestaat uit rotsachtige heide en veen. De kust is rotsachtig met steile kliffen die aan de westkust tot 200 meter hoog zijn. De markante Sheep Rock is ruim 100 m hoog. Het hoogste punt is Ward Hill (217 m) in het noorden.

## Geschiedenis
Er is sprake van menselijke bewoning sinds de bronstijd. Dit is opmerkelijk wegens het gebrek aan grondstoffen op het eiland al wordt het wel omgeven door rijke viswateren. Er zijn twee vindplaatsen uit de ijzertijd – een fort bij Landberg en de fundering van een huis onder een vroegchristelijke nederzetting bij Kirkigeo. De meeste plaatsnamen dateren van na de 9e eeuw, na de Noorse bezetting van de noordelijke Britse eilanden. Rond die tijd waren de weilanden van de kleine boeren al eeuwen in gebruik.

Op 20 augustus 1588 verging het vlaggenschip van de Spaanse Armada, El Gran Grifón, bij Stroms Heelor. De bemanning van 300 koppen bracht een periode van zes weken bij de eilanders door. Het scheepswrak werd in 1970 ontdekt. 

Het grote Canadese zeilschip Black Watch verging op Fair Isle in 1877.

In de Tweede Wereldoorlog bouwde de Royal Air Force een radarinstallatie op de top van Ward Hill. De tot ruïnes vervallen gebouwen en nissenbarakken zijn er nog. Op 17 januari 1941 maakte een Duitse Heinkel-111-bommenwerper die was aangepast tot weerverkenner een noodlanding op het eiland. Tijdens een verkenningsvlucht werd hij onderschept en aangeschoten door Hawker Hurricanes van de RAF, gestationeerd op Sumburgh. Het wrak ligt er nog. Twee bemanningsleden kwamen om en werden begraven op het plaatselijk kerkhof. Drie overleefden en werden enkele dagen door de bewoners vastgehouden tot het weer het toeliet om hen met een boot op te halen.

Op Fair Isle bevinden zich veertien monumenten variërend van de oudste overblijfselen van menselijke activiteit tot de restanten van het radarstation uit de Tweede Wereldoorlog. Er zijn een aantal hightech relaisstations voor radio-, tv-, telefoon-, internet- en militaire verbindingen met Shetland, Orkney en de rest van Schotland. Ook zijn er twee automatische vuurtorens.

## Economie
Het aantal bewoners is geleidelijk afgenomen van circa 400 in het jaar 1900 tot ongeveer 60 begin 21e eeuw. Het zijn voornamelijk kleine boeren die in totaal zo'n 1.200 schapen bezitten. Zij worden crofters (keuterboeren) genoemd. Verbouwd worden hooi, kuilvoer, haver en boerenkool die als wintervoer dienen. Ook worden aardappelen en groenten voor eigen gebruik geteeld. Bekend zijn de wollen truien, sjaals et cetera in eigen stijl gebreid, Fair Isle knitting. Dit is een belangrijke inkomstenbron voor de vrouwelijke bewoners. Door de eeuwen heen is het eiland regelmatig van eigenaar veranderd. Pachten werden in natura betaald in de vorm van boter, visolie en (wollen) kleding. De landheren woonden elders en lieten zich maar zelden zien. In 1954 werd het eiland door de National Trust for Scotland gekocht van de laatste eigenaar, George Waterston.

## Infrastructuur
Fair Isle heeft geen pubs of restaurants, wel zijn maaltijden te verkrijgen in het restaurant van het observatorium. Daar is in de avond ook een kleine bar geopend. Er is een winkel, een buurthuis en een tweeklassige basisschool. Voor voortgezet onderwijs moeten de leerlingen naar Shetland vanwaar ze alleen in de vakanties terugkomen.

### Vogelobservatorium
Er is een permanente vogelobservatiepost, opgericht door George Waterston in 1948. Het is voor toeristen mogelijk daar te overnachten. Het vogelobservatorium werd op 10 maart 2019 door brand verwoest, maar zal worden herbouwd. Op het eiland broeden circa 20.000 papegaaiduikers en komen diverse soorten meeuwen en sterns voor. Ook zijn er zeldzame soorten waargenomen. Er komt ook een endemische ondersoort van het winterkoninkje voor.

### Elektriciteit
Er is geen aansluiting op het nationale netwerk. Fair Isle Electricity Company levert stroom met twee dieselgeneratoren en twee windturbines. De generatoren slaan automatisch af als de turbines genoeg leveren. Overcapaciteit wordt via een apart netwerk gedistribueerd ter verwarming van huizen.

### Hulpdiensten
Het eiland beschikt over een brandweer, bemand door lokale vrijwilligers. Ook de Coastguard met een cliff rescue-team bestaat uit enkele vrijwilligers. De enige medische voorziening ter plaatse is een paramedisch geschoolde wijkzuster. Ernstiger gevallen gaan per vliegtuig of helikopter naar Shetland.

## Transport
Vanaf Fair Isle Airport zijn er enkele dagen per week vluchten naar Lerwick, Shetland en eenmaal per week naar Sumburgh, Shetland. Helikopters van de Coastguard en de vuurtorenwacht maken gebruik van een landingsplaats bij de zuidelijke vuurtoren. Er zijn twee natuurlijke zeehaventjes. De noordelijke is het belangrijkst voor de aan- en afvoer van goederen, levensmiddelen en post. De veerboot Good Shepherd IV vaart tussen de noordhaven en Grutness (Sumburgh), Shetland. Het bewoonde deel van het eiland heeft een wegennet.

## Klimaat
Het klimaat is martitiem (oceanisch) met koele zomers en zachte winters. Door de grote afstand tot enige landmassa van belang heeft Fair Isle het kleinste verschil tussen de hoogste en laagste temperaturen van enig weerstation op de Britse Eilanden. Het hoogst gemeten maximum sinds 1951 bedraagt 20,2 °C en het laagste minimum –5,6 °C. De laagste temperatuur van recente datum was –4,6 °C in februari 2010.

De warmste maand is augustus met een gemiddeld dagmaximum van 14,1° en een nachtelijk minimum van 10,6°. De koudste maand is februari met een maximum van 6,1° en een minimum van 2,6°C. Dat niet juli en januari de warmste resp. koudste maanden zijn, komt door de temperende invloed van de oceaan waardoor de temperatuur verder achterloopt op de zonnestand.

De gemiddelde neerslagsom is 946 mm per jaar. De natste maanden zijn oktober t/m januari met maandsommen van iets boven de 100 mm. De droogste maanden zijn mei en juni met 42 en 46 mm. Daarmee zijn deze twee maanden droger dan in Nederland.

Het aantal zonuren per jaar is 1.276 wat ongeveer 300 uur minder is dan in Nederland. De zonnigste maand is mei met 211 uur, de somberste is december met 21 uur.

## Afbeeldingen

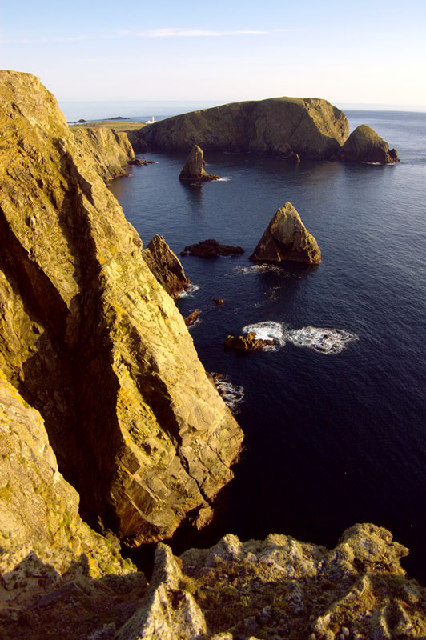
Kliffen aan de westkust
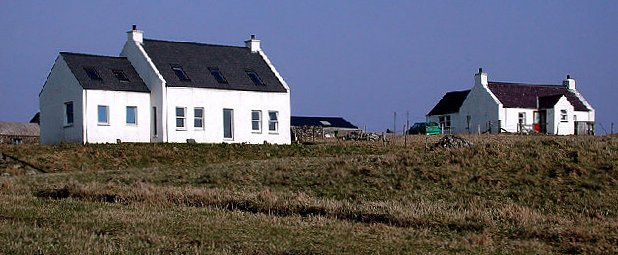
Boerderijtjes
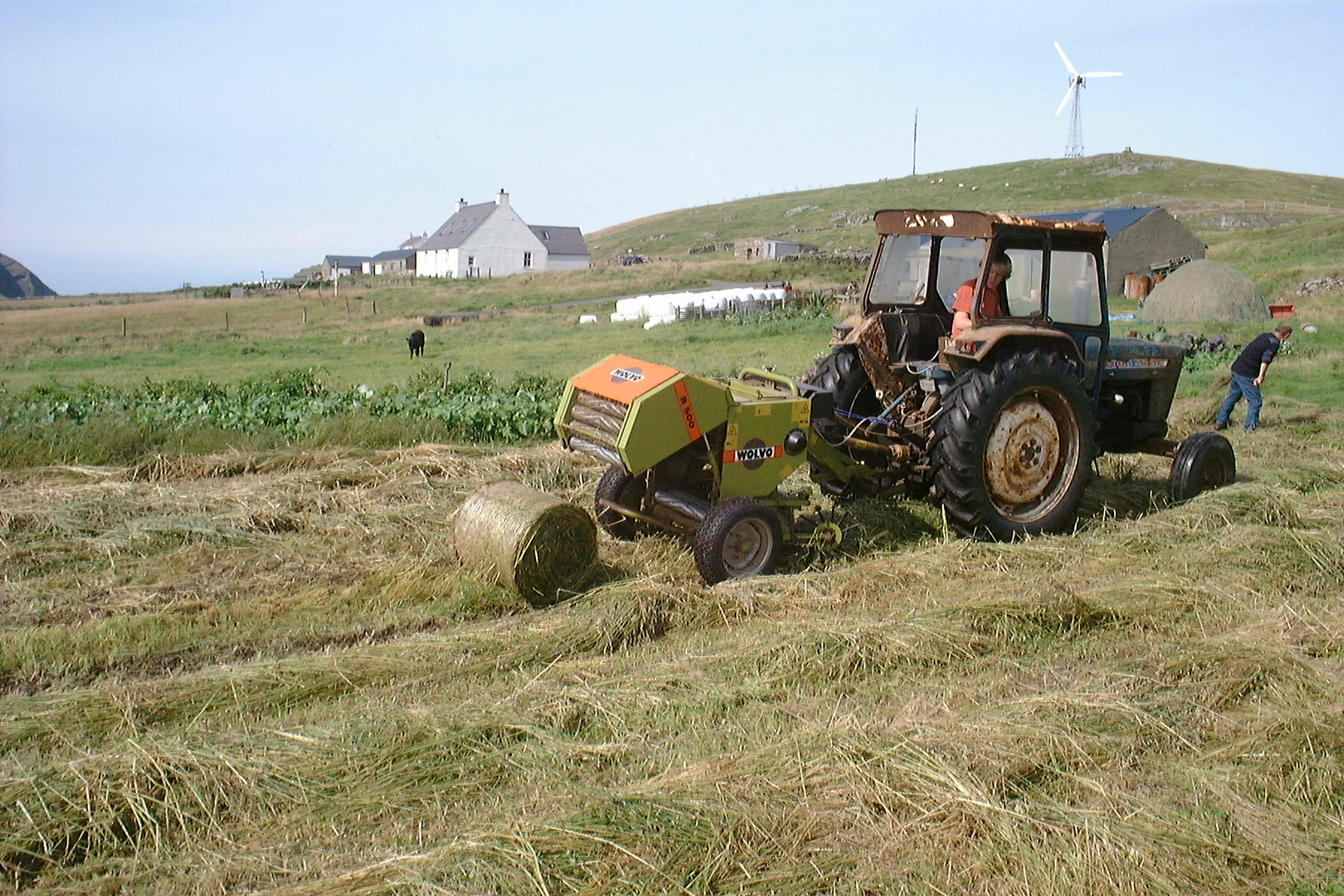
Hooitijd
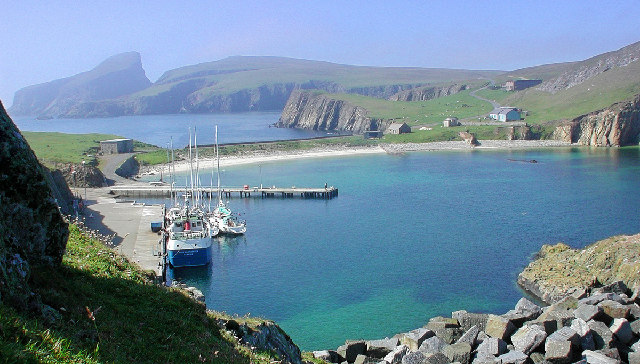
Noordhaven
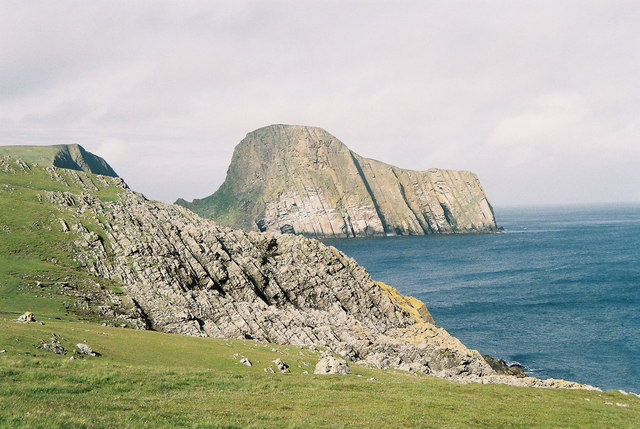
Sheep Rock